# Rubus breconensis
Rubus breconensis är en rosväxtart som beskrevs av W. C. R. Watson apud Sell och Walters. Rubus breconensis ingår i släktet rubusar, och familjen rosväxter. Inga underarter finns listade i Catalogue of Life.